# Rudolf Epp
Rudolf Epp (Eberbach, 30 luglio 1834 – Monaco di Baviera, 8 agosto 1910) è stato un pittore tedesco.

## Biografia
Epp nacque nel 1834 ad Eberbach, nel Regno di Baviera, figlio di un decoratore di chiese; attratto fin da bambino dalla pittura, incominciò a dipingere giovanissimo sotto la guida del pittore rurale Karl Ludwig Seeger, che si era recato in Baviera per visitare i villaggi locali. Successivamente Seeger lo indirizzò presso la Scuola d'arte del Granducato di Baden a Karlsruhe, dove fu allievo di Johann Wilhelm Schirmer, e poi alla Kunstakademie di Düsseldorf.
Incominciò la sua carriera di pittore presso il granduca Federico I di Baden; in seguito si trasferì nella foresta nera e dal 1859 a Landstuhl. Tornato in Baviera, entrò a far parte della Scuola Bavarese fondata da Carl Theodor von PIloty e della quale fecero parte tra gli altri Franz von Lenbach, Franz Defregger, Hans Makart, Wilhelm von Diez e Ludwig von Langenmantel.
La sua opera di pittore si ispirò principalmente al realismo: Epp è considerato uno dei maggiori artisti tedeschi del XIX secolo per la soggettistica naturalista che spazia dagli ambienti popolari e contadini della Baviera a quelli della selve sveve. Inoltre fu curatore della Lenbachhaus a Monaco di Baviera.
Suo figlio, Franz Ritter von Epp fu un alto ufficiale dell'esercito tedesco e gerarca nazista; sua figlia Helene invece fu la curatrice della sua fortuna e delle sue opere.